# Neodymacetat
Neodym(III)-acetat ist eine chemische Verbindung des Neodyms aus der Gruppe der Acetate.

## Gewinnung und Darstellung
Neodym(III)-acetat kann durch Reaktion von Neodymsalzen mit Essigsäure gewonnen werden. Wasserfreies Neodym(III)-acetat kann durch direkte Oxidation von Neodym mit Malonsäure in einer Glasampulle bei 180 °C gewonnen werden.
Ebenfalls möglich ist die Darstellung des Hydrates durch Auflösung von Neodym(III)-oxid in Eisessig, die Alkalisierung mit Natriumhydroxid auf einen pH-Wert von 4 und anschließende langsame Verdampfung der Lösung. Bei unterschiedlichen pH-Werten können unterschiedliche Hydrate erhalten werden.

## Eigenschaften
Neodym(III)-acetat ist als Hydrat ein purpurroter Feststoff, der löslich in Wasser ist. Die Löslichkeit der Verbindung erhöht sich bei Zugabe von Natriumacetat, wobei sich ein blauer Komplex bildet. Einkristalle des Anhydrates zeigen eine hellviolette Farbe und besitzen eine monokline Kristallstruktur mit der Raumgruppe P21/a (Raumgruppen-Nr. 14, Stellung 3) mit a = 2201,7(2), b = 1850,0(1), c = 2419,0(3) pm, β = 96,127(8)°. Die meisten Nd3+-Kationen werden durch neun (oder acht) Sauerstoffatome der Acetatliganden koordiniert, die diese Polyeder zu leicht gewellten Schichten verbinden, die in [010]-Richtung gestapelt sind. Vom Hydrat kommen mehrere Formen mit unterschiedlichem Kristallwassergehalt vor. Diese besitzen eine Kristallstruktur mit der Raumgruppe P21/m (Raumgruppen-Nr. 11). Im Temperaturbereich von 130–212 °C geben diese in Stufen ihr Kristallwasser ab und bilden das Anhydrat. Im Temperaturbereich von 320–430 °C zersetzt sich das Anhydrat unter Bildung von Nd2O2(CO3), welches sich über eine weitere Zwischenstufe bei 880 °C zu Neodym(III)-oxid zersetzt. Das Tetrahydrat und das Sesquihydrat kristallisieren in der Raumgruppe P1 (Raumgruppen-Nr. 2).

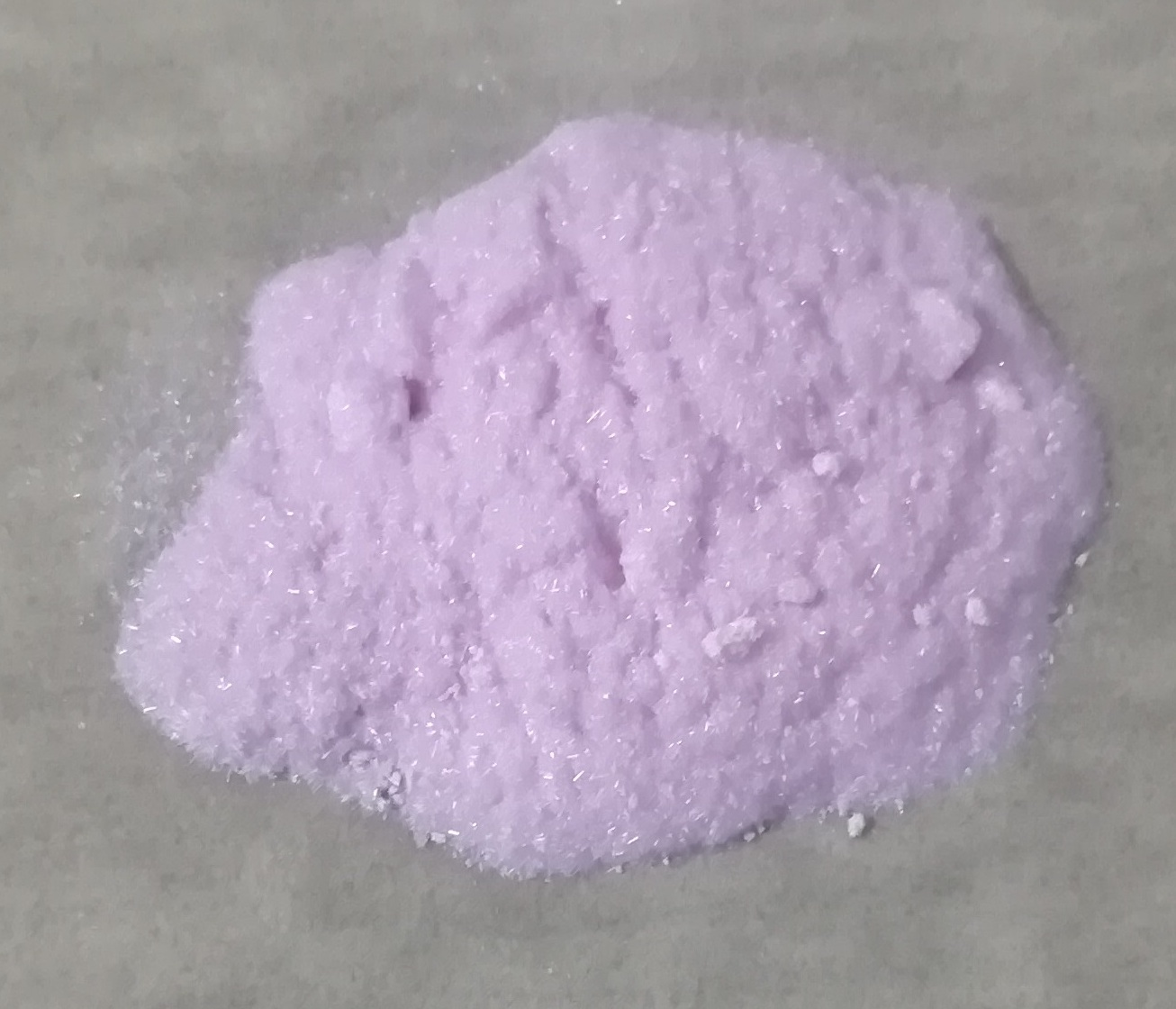
Neodym(III)-acetat

## Verwendung
Neodym(III)-acetat wird hauptsächlich für Glas, Kristall und Kondensatoren verwendet. Es ist nützlich in Schutzgläsern für Schweißerbrillen. Es wird auch in Kathodenstrahlröhrenbildschirmen verwendet, um den Kontrast zwischen Rot- und Grüntönen zu verstärken. In der Glasherstellung wird es wegen seiner attraktiven violetten Färbung des Glases sehr geschätzt. Die Verbindung kann auch zur Herstellung von Nanopartikeln von Neodym(III)-oxid verwendet werden.
Uranylacetat ist seit Jahrzehnten das Standardkontrastmittel in der Transmissionselektronenmikroskopie (TEM). Neodymacetat könnte Uranylacetat als Kontrastmittel ersetzen.